# 王军 (1976年5月)
王军（1976年5月—），男，汉族，山东淄博人，中华人民共和国政治人物。现任中共河池市委副书记，河池市人民政府市长。

## 生平
1996年6月加入中国共产党。2006年7月，任清华大学助理研究员，挂任百色市人民政府副秘书长。
2007年7月，任百色市人民政府副秘书长、办公室副主任、党组成员，清华大学助理研究员。2007年10月，任百色市政府副秘书长（副处级）、办公室副主任、党组成员。2008年4月升为正处级。
2008年12月，任中共田东县委副书记、百色市政府办公室副主任。2009年1月，任中共田东县委副书记、副县长。2010年3月，任中共田东县委副书记、县长。2012年6月，任中共田东县委书记。
2013年5月至2016年5月，任中共百色市委常委，田东县委书记。
2016年5月，任中共贺州市委常委。2016年6月，任中共贺州市委常委，市政府党组副书记。
2016年6月，任中共河池市委常委，巴马瑶族自治县委书记。2020年12月，任中共河池市委常委、一级巡视员，巴马瑶族自治县委书记。2021年2月，任中共河池市委副书记，市人民政府党组书记、副市长、代理市长，巴马瑶族自治县委书记。2021年3月，任中共河池市委副书记，市人民政府党组书记、市长，巴马瑶族自治县委书记。